# 多夫哈利夫卡 (赫梅利尼茨基州)
49°53′37″N 26°16′17″E / 49.89361°N 26.27139°E
多夫加利夫卡（烏克蘭語：Довгалівка），是烏克蘭西部的村莊，隸屬赫梅利尼茨基州的舍佩蒂夫卡區。該村處於戈倫河畔，面積0.12平方公里，2001年人口374。